# 南から来た男

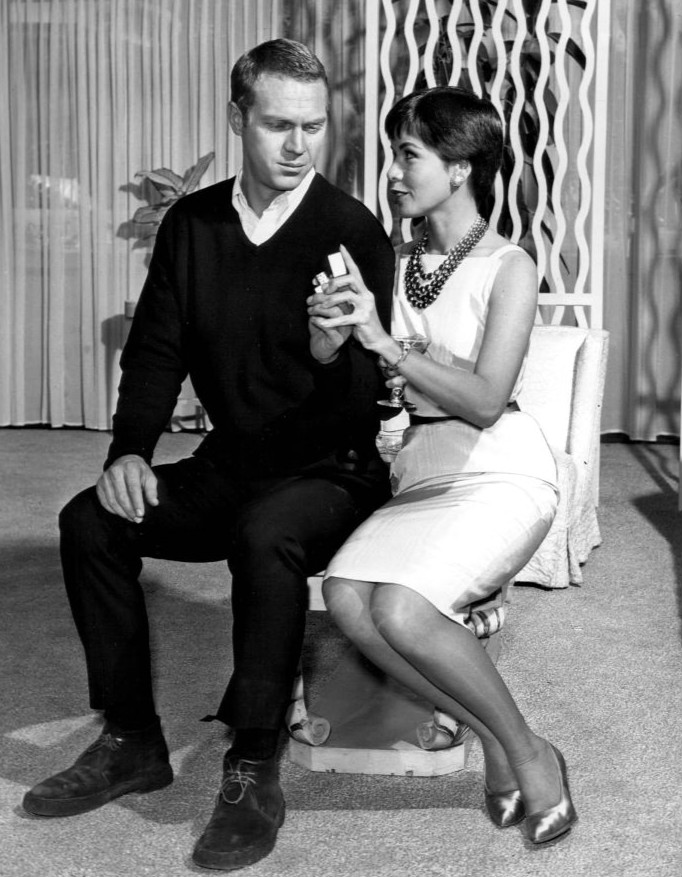
スティーブ・マックイーンとニール・アダムス ヒッチコック劇場「指」（1960年）の一場面。

「南から来た男」（みなみからきたおとこ、原題：Man from the South）は、ロアルド・ダールによる短編小説。ダールの短編集『あなたに似た人』（日本版：ハヤカワ文庫、田村隆一訳）に収録されている。リゾートで恐怖に遭遇した男を描いている。

## あらすじ
「私」は、ジャマイカのプールサイドで小柄な老人と若い男に出会う。老人は若い男に奇妙な賭けを持ちかけた。男の持つライターを10回連続で着火し、一度も失敗しなければ自分の持つ高級車を譲るが、失敗した場合は左手の小指をよこせというのだ。若い男は迷ったすえ賭けに挑戦することを決め、「私」も審判役をこなすことになる。
ホテルの老人の部屋で、彼は肉切り包丁を借りてくるようメイドに頼み、慣れた手付きで若い男の左手を固定する。すぐにでも指を切り落とせる準備が整うと、若い男が着火の挑戦を始める。
8回まで成功したところで、女性が部屋にやってきて老人に詰め寄った。彼女は、老人は今までに47本の指を集め、11台の車を失い、精神病院かどこかに入れられかけたのだという。
彼女の前で生気を失った老人を前に、女はこの男は賭けるものなど何も持っていないが、かつての興奮だけを忘れられないのだと語る。車も彼女のものだというので、「私」が車のキーを渡すと、女性は長い時間をかけて老人からすべてを取り上げたのだと語る。
キーを取った女性の手には、親指ともう一本しか指がなかった。

## 登場人物
- 私
語り手。目前で行われる奇妙な賭けの立会人として巻き込まれる。
- 若い男
自分のライターの確実性を自慢し、逡巡したうえで老人の誘いに乗る。
- 若い女
男の連れ。その場に居合わせたことから、賭けに立ち会うことになる。
- 老人
南米なまりのある男。若い男との勝負にキャデラック（ヒッチコック劇場ではスポーツカー）を賭ける。
- 老人の妻
最後に登場し、衝撃の事実を語る。

## 映像化
アンソロジーのミステリーテレビドラマで複数回ドラマ化されている。いずれも老人を往年の名優が演じる一方で、「私」は省略されている。
- ヒッチコック劇場（1959年、モノクロ版）
日本放送時のタイトルは「指」。主人公となる若い男女を、当時夫婦だったスティーブ・マックイーンとニール・アダムスが、老人をピーター・ローレが演じている。舞台はカジノに変更されている。
- ヒッチコック劇場（1985年、カラーリメイク版）
日本放送時のタイトルは「小指切断ゲーム」。若い男女を、当時夫婦だったスティーヴン・バウアーとメラニー・グリフィスが、またジョン・ヒューストンとキム・ノヴァクが老人夫婦を演じるとともに、アルフレッド・ヒッチコック作品の常連でグリフィスの母親のティッピ・ヘドレンが娘と共演している。
- 予期せぬ出来事
ダール作品を映像化したテレビドラマでダール本人が解説を行っている。日本放送時のタイトルは「南から来た男」。老人をホセ・ファーラーが演じている。
- フォー・ルームス
クエンティン・タランティーノのオムニバス映画。第4話「ペントハウス ハリウッドから来た男」の中で、「ドラマ中の賭けを実際にやってみる」としてモチーフに用いられている。結末は原作と異なる。

## 評価
- 1959年度エミー賞ノミネート（上記ヒッチコック劇場版）。
- ミステリ小説オールタイム・ベスト 短編部門第1位（『ミステリ・マガジン』2007年3月号）
- また、都筑道夫も自身が選ぶ「奇妙な味」の短編ベスト5の一本に挙げている。